# Грб Таџичке ССР
Грб Таџичке ССР је усвојен 1. марта 1937. године, од стране владе Таџичке ССР. Грб се састоји од снопова памука и пшенице, темеља таџичке пољопривреде. На грбу се највише истиче велика црвена звезда, унутар које се налази срп и чекић, симболи победе комунизма у свету. Испод њих је приказано излазеће сунце, симбол будућности таџичког народа.
Око памука и пшенице обавијена црвена трака на којој је било исписано гесло Совјетског Савеза „Пролетери свих земаља, уједините се!“, на руском и таџичком језику. На доњем делу траке било је исписано име државе, такође на оба језика.
Грб је био на снази до новембра 1992. године, када је замењен данашњим грбом Таџикистана, који му је увелико сличан.